# Карл Фредрік Ройтерсворд
Карл Фредрік Ройтерсворд (швед. Carl Fredrik Reuterswärd; 1934–2016) — шведський художник і скульптор.

## Біографія

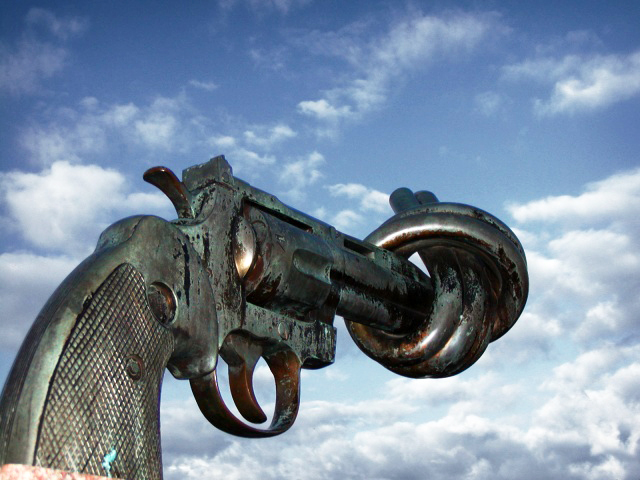
Скульптура «Ні насильству» в Мальме

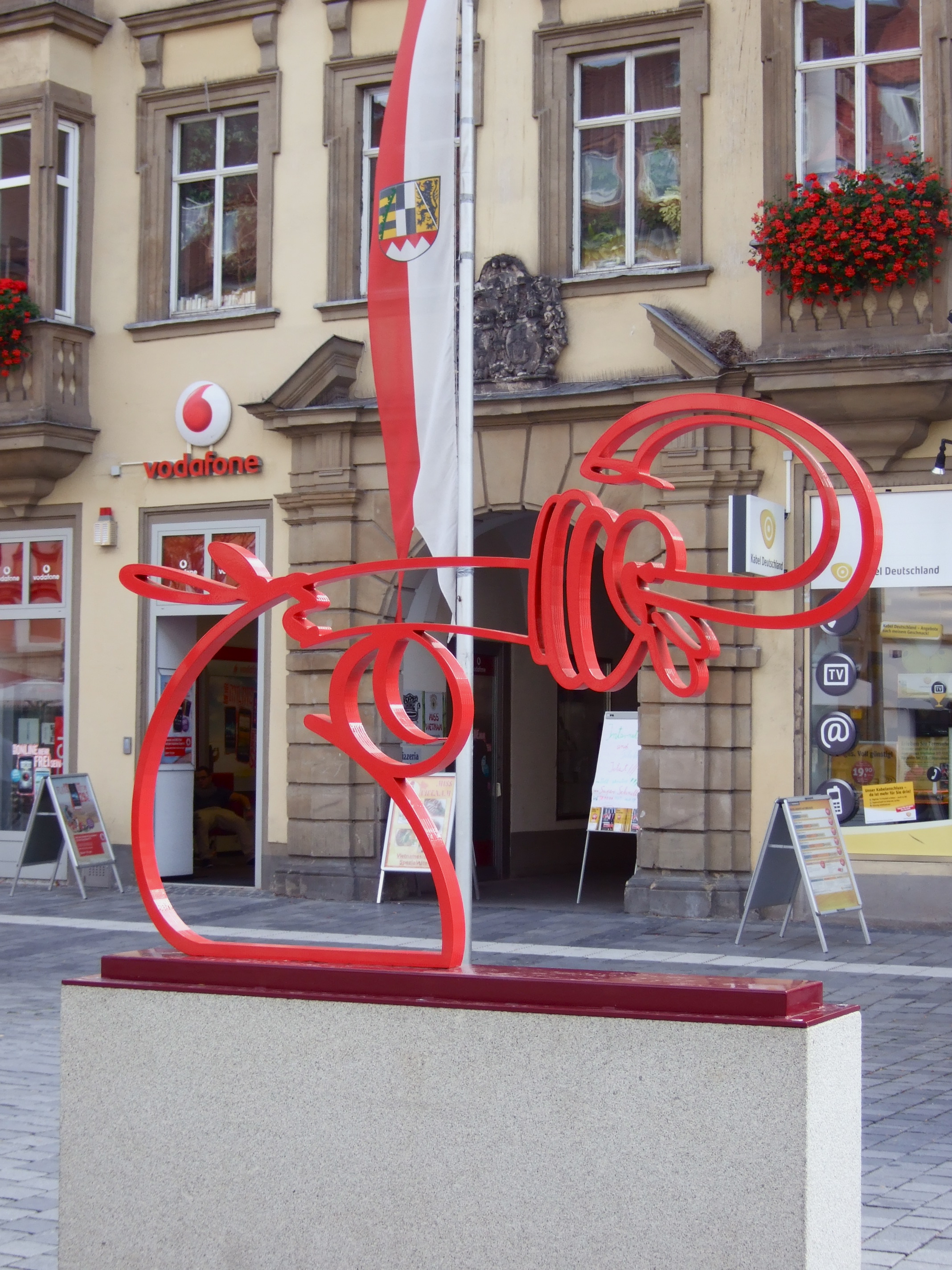
Скульптура ненасильства в Байройті

Ройтерсвард народився в Стокгольмі в 1934 році. У 1952 році навчався в паризькій майстерні Фернана Леже. У 1960-х роках брав участь у численних виставках і заходах у Музеї сучасного мистецтва у Стокгольмі. З 1965 по 1969 роки викладав в Академії образотворчих мистецтв у шведській столиці. Приблизно в той же час він також почав свої перші експерименти з лазерною технологією та голографією, які він пізніше включив у свою роботу як частину проєкту Кілрой. У 1974 році був запрошеним професором у Міннеаполіському коледжі мистецтва та дизайну в Міннеаполісі. З 1977 року він зобразив багатьох особистостей, з якими був друзями, зокрема Сальвадора Далі, Френсіса Бекона та Жана-Поля Сартра. Після інсульту в 1989 році його права рука була паралізована, і він перейшов на ліву.
Відома робота — скульптура револьвера зі зв'язаним стволом під назвою Non Violence (Ні насильству). Ройтерсворд надихнувся цією ідеєю після смерті свого друга Джона Леннона. Зараз бронзова скульптура знаходиться в 16 місцях по всьому світу. Першими трьома версіями можна помилуватися перед штаб-квартирою ООН у Нью-Йорку, у шведському Мальме та в Люксембурзі. Серед інших копій можна знайти Берлін, Кан, Гетеборг, Марль і Стокгольм.
Виставки його робіт відбулися у Moderna Museet, Центрі Помпіду в Парижі та Музеї Шпренгеля в Ганновері.
У 2013 році він пожертвував велику кількість малюнків, картин і скульптур Музею Шпренгеля в Ганновері, де зараз зберігається найважливіша колекція його мистецтва.